# Popillia obliterata
Popillia obliterata är en skalbaggsart som beskrevs av Leonard Gyllenhaal 1817. Popillia obliterata ingår i släktet Popillia och familjen Rutelidae. Inga underarter finns listade i Catalogue of Life.